# Grito de guerra

Montjoie Saint Denis es el grito de guerra de los reyes de Francia, presente en las armas reales de Francia y de Navarra.

El grito de guerra o grito de armas suele ser una palabra o una frase simple, con entidad, para alentar a unirse a la lucha o la acción, a sus miembros o seguidores. En heráldica el grito de guerra generalmente se coloca en un listel sobre el escudo.

## Antropología
El etnomusicólogo Joseph Jordania sugirió que la identidad colectiva junto con el sentido del ritmo se desarrollaron en las primeras etapas de la evolución del homínido y fueron cruciales para su supervivencia debido a las fuerzas de la selección natural. Los homínidos como individuos eran demasiado débiles y lentos para sobrevivir a los depredadores por sí solos. En los momentos más críticos para la supervivencia (ataques de depredadores, situaciones de combate o de peligro mortal para los niños) los seres humanos entran en un estado alterado de conciencia, donde no sienten miedo ni dolor, no cuestionan el comportamiento de otros miembros de su grupo y están dispuestos a sacrificar sus vidas por un objetivo evolutivo más importante (como es la supervivencia de sus hijos o su grupo). Los humanos a veces no tienen memoria de estos momentos críticos.
De acuerdo con Jordania, la capacidad humana de seguir el ritmo en grandes grupos a cantar juntos en armonía, a danzar durante muchas horas y entrar en estado de éxtasis, así como la tradición de la pintura corporal, son todas prácticas que forman parte de los primeros rituales universales. Estos rituales fueron desarrollados principalmente como un medio para cambiar la actividad neuronal de cada individuo (mediante la liberación de sustancias neuroquímicas), con el fin de alcanzar el estado de identidad colectiva. En este estado las necesidades de supervivencia del grupo reemplazan los instintos de la supervivencia individual.
Numerosos animales caminan rítmicamente y escuchan los sonidos de los latidos del corazón en el vientre materno, pero solo los humanos tienen la capacidad de unirse en vocalizaciones y otras actividades rítmicamente coordinadas. Según Jordania, el desarrollo del sentido del ritmo era vital para el logro del estado neurológico específico del trance de la batalla. Este estado fue crucial para el desarrollo eficaz del sistema de defensa de los primeros homínidos contra los principales depredadores africanos, una vez que los homínidos descendieron de la seguridad de las ramas de los árboles a un terreno más peligroso. El grito de guerra rítmico, la percusión rítmica de los chamanes, las perforaciones rítmicas de los soldados e incluso las fuerzas de combate profesionales contemporáneas escuchando la fuerte rítmica de la música rock. Todos utilizan la capacidad del ritmo de unir a los individuos humanos en una identidad colectiva compartida, donde los miembros del grupo anteponen los intereses del grupo por encima de sus intereses y seguridad individuales.

## Historia

### Antigüedad
El grito de guerra es un aspecto de la batalla épica en la obra de Homero. En la Ilíada, Diomedes es llamado convencionalmente Diomedes el grito de guerra fuerte. Los griegos y acadios lanzaban por igual el grito onomatopéyico de Alala en combate, no muy alejado de la palabra Alleluia.
Las tropas de la antigua Atenas durante las guerras médicas y la guerra del Peloponeso fueron conocidas por entrar en batalla al grito de Alala o Alale, lo cual se suponía que debía emular el grito del búho, el pájaro de su diosa patrona Atenea.
Los hunos occidentales atacaban con aterradores gritos de guerra.

### Edad Media
Cada tribu y la unión tribal turca tenía su tamga distintiva, el ave totémica ongon y el grito de guerra uran (grito de guerra eslavo urah). Mientras tamgas y ongons podrían ser distintivos hasta de los individuos, el color de los caballos y los gritos de guerra uran pertenecían a cada tribu, se transmitieron de generación en generación y algunos gritos de guerra modernos fueron registrados en la antigüedad. Al dividirse una tribu, su distinción única pasaba a una nueva entidad política, englobando a los diversos Estados modernos bajo los mismos gritos de guerra urán de las tribus divididas. Por ejemplo, el grito de batalla Kipchak entre los kazajos, los kirgizes, los turcomanos y los uzbecos. Algunos gritos de guerra de tribus más grandes de uran:
- Kipchak - "ay-bas" ("Cabeza lunar").
- Kangly (Kangars) - "bai-Terek" ("árbol sagrado").
- Oguzes - "teke" ("monte").[9]

## Gritos de guerra históricos
- Al·lahu-àkbar ("Dios es grande" en árabe) popularizado como "Allahu Akbar", utilizado por los guerreros musulmanes y yihadistas.
- Ajúa utilizado por el ejército colombiano.
- Ayerecó qhuaja catú  ("yo se gobernarme") grito de las tropas correntinas de Genaro Beron de Astrada durante la batalla de Pago Largo 1839 contra las tropas del gobierno centralista porteño del dictador Juan Manuel de Rosas (11)
- Banzái ("Diez mil años" en japonés) utilizado por los pilotos kamikaze y soldados de infantería japoneses durante Segunda Guerra Mundial.
- Caelum Denique ("Por fin el cielo" en latín) utilizado por los cruzados en Tierra Santa.
- Desperta ferro ("¡Despierta hierro!") usado por almogávares, que eran tropas ligeras al servicio de la Corona de Aragón durante la Reconquista. Posteriormente este grito fue adoptado por el ejército de paracaidistas español.
- Deus vult en latín clásico, Deus lo vult en latín vulgar  o Dieu le veut en francés ("Dios lo quiere") utilizado a través de la historia de la cristiandad occidental como por ejemplo, los cruzados franceses.
- Gerónimo usado por las tropas de paracaidistas del ejército de EE. UU.
- ¡Hakkaa päälle! ("¡Cortadlos en pedazos!" en finés) utilizado por los soldados finlandeses del ejército sueco en los siglos XVII y XVIII.
- Hurra (derivado el verbo "matar" en turco) utilizado por el ejército británico, el ejército ruso y copiado más tarde por los ejércitos y unidades militares de otros países.
- Kadima ("Adelante" en hebreo) utilizado por el ejército israelí.
- Let's Roll palabras dichas por Todd Beamer pasajero del vuelo 93 el 11 de septiembre de 2001.
- Mama Sumé ("Aquí estamos listos para el sacrificio" en lengua bantú del sur de Angola) utilizado por los comandos del ejército portugués desde la guerra colonial portuguesa.
- Montjoie Saint Denis en referencia a Dionisio de París, patrono de Francia y de los reyes de Francia hasta Luis XIII. Utilizado por los ejércitos reales franceses.
- Nobiscum Deus ("Dios con nosotros" en latín) utilizado por los ejércitos de los Imperios Romano y Bizantino, tras la adopción de la religión cristiana.
- Patria o Muerte, utilizado durante la revolución cubana.
- Portugal y São Jorge ("Portugal y San Jorge" en portugués) usado por las tropas portuguesas del siglo XV, invocando al santo patrón de Portugal.
- ¡Que nunca por vencidos se conheçam! ("¡Que nunca por vencidos se conozcan!" en portugués) usado por los paracaidistas de la Escuela Portuguesa de Tropas Aerotransportadas.
- Remember the Alamo ("Acordaos del Álamo" en inglés) utilizado por los rebeldes tejanos en la batalla de San Jacinto.
- ¡Sant'Iago! y ¡Santiago y cierra, España! usado por los guerreros cristianos en la Reconquista de la península ibérica de los moros, invocando a su santo patrón Santiago.
- Sieg Heil ("Salve la victoria" en alemán) utilizado por las tropas alemanas durante el Tercer Reich.
- Слава Україні! romanizado como Slava Ukrayini! ("Gloria a Ucrania", en Ucraniano) utilizado por fuerzas armadas de Ucrania, políticos y civiles especialmente tras la invasión rusa de Ucrania. Al ser utilizado como grito de guerra suele ser contesdado por un Героям слава! romanizado como Heroyam Slava! (¡Vivan los Héroes!, en Ucraniano).
- Somatén nombre y grito de guerra de las antiguas milicias catalanas.
- Tierra y Libertad utilizado por los revolucionarios mexicanos de Zapata.
- ¡Viva México! por numerosos ejércitos de nacionalidad mexicana desde la consumación de su independencia. Los titulares del poder ejecutivo en todos los niveles de gobierno y los políticos más prominentes lo exclaman tres veces en la Celebración de la Independencia, a cada una el pueblo siempre contesta ¡Viva!
- Wahoo Mohammed utilizado por el regimiento de paracaidistas del ejército británico desde la Segunda Guerra Mundial.
- ¡Vivabáe!  utilizando  durante la segunda República a partir del año 1868 en la República Dominicana por la bandería de los rojos en alusión a su líder indiscutible Buenaventura Báez. Al respecto el historiógrafo Rufino Martínez dice lo siguiente: “un acto complejo que en su manifestación suprema levanta dormidos instintos especialmente la belicosidad, los cuales, puestos en movimiento, hacen del hombre una fuerza ciega canalizada en alguna forma de fanatismo. En el fragor de la pelea, esa palabra tenía el mágico poder de invitar al acometimiento, sin medir el peligro ni acordarse de la vida el combatiente “ eslogan belicoso lanzado por El CHAVALO y El LIGERO.[10]
- Za Rodinu, Za Stalina ("Por la patria, Por Stalin" en ruso) utilizado por las tropas soviéticas durante la Segunda Guerra Mundial.
- ¡Vencer o Morir! grito del Ejército Paraguayo durante la guerra de la Triple Alianza, símbolo del sacrificio total por la patria bajo el mando de Francisco Solano López.